# 크리스 첼리오스
크리스토스 코스타스 첼리오스(영어: Christos Kostas Chelios, 1962년 1월 25일~)는 미국의 아이스하키 선수, 지도자로 현역 시절 포지션은 수비수이다. 내셔널 하키 리그(NHL)에서 26시즌을 뛰며 가장 오랜 기간 동안 NHL에서 활동한 선수 중 한 명으로 활동하는 동안 스탠리 컵 우승 3회를 달성했다.
1984년부터 2006년까지 미국 국가대표팀 선수로 활동하였다. 그는 올림픽 3회, 세계 선수권 대회 1회, 월드컵 2회 참가했고, 올림픽 은메달 1개를 획득했다. 또한 미국 국가대표팀 최다 득점 1위에 올라있다.